# 歌风台

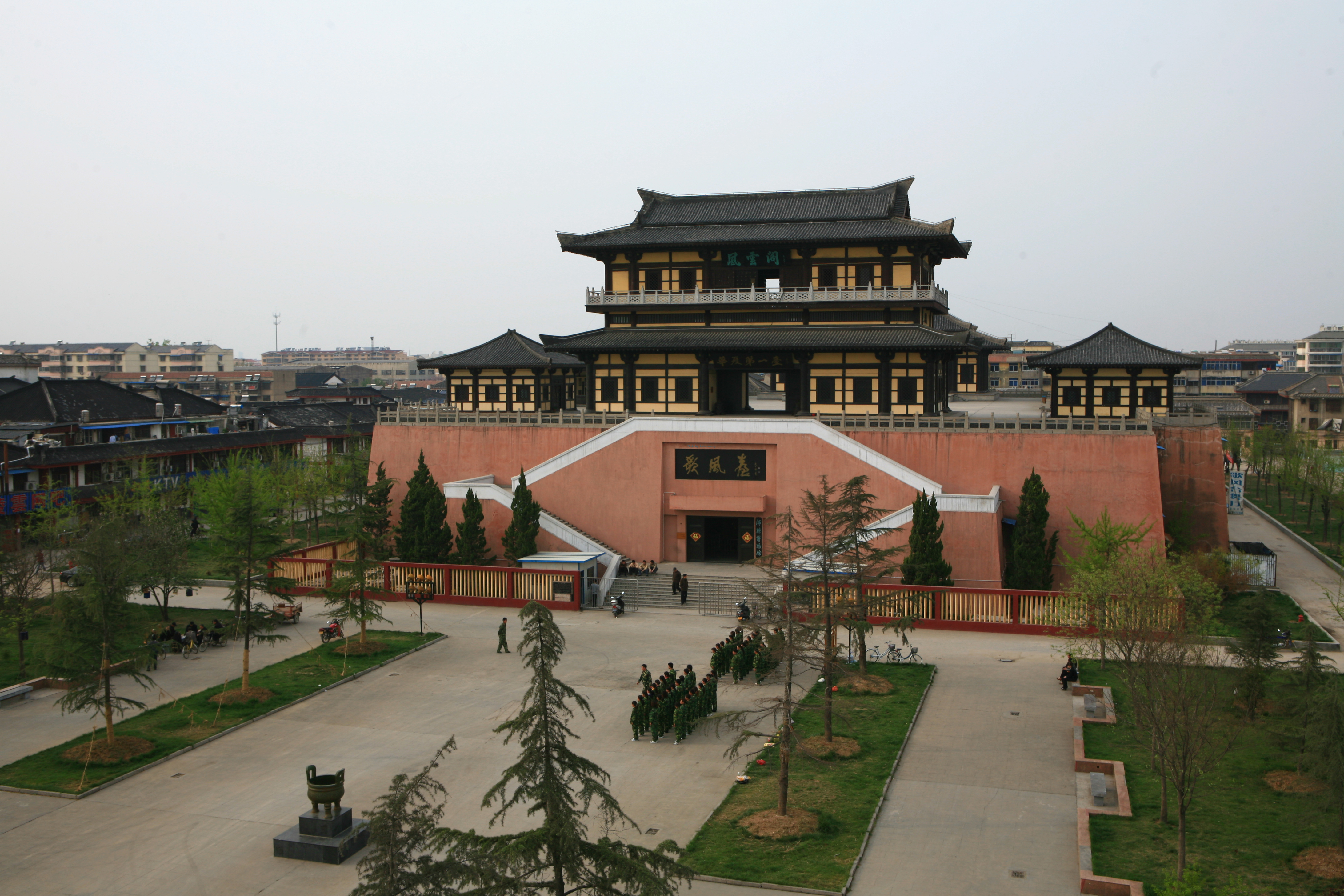
歌风台

歌风台位于沛县县城中心汉城公园以北，是“古沛八景”之一，乃为纪念汉高祖刘邦所著的有名的《大风歌》：“大风起兮云飞扬，威加海内兮归故乡，安得猛士兮守四方！”而建。该台主题4层，局部5层，高达26.8米。1-2层为刘邦生平及古物展览厅；3层是台的主题部分，台上有刘邦手持酒杯唱大风歌的汉白玉塑像，台的两侧有汉皇遗迹书法碑刻，正室为邀宴堂，室内有书法家朱焰书写的 “汉汤沐邑”，保存着3块不同朝代的歌风碑 。歌风台和大风歌碑皆于1982年2月被江苏省人民政府列为省级重点保护文物。

## 历史来源
据民国9年出版的《沛县志》记载：“漢書高帝紀，自淮南還，過沛留，置酒沛宮作歌，令兒皆和習之。臺在今縣治東南舊泗水岸。”
公元前 196 年，汉高祖刘邦亲率领军队，平定淮南王英布的叛乱，返还沛县，与家乡父老欢宴，期间感慨而作了千古流芳的大风歌。歌风台原址在今沛县东泗水西岸,1955年重建于沛县文化馆内，现在的歌风台为再次重建。

## 大风歌碑
大风歌碑共存3块：1.据民国9年出版的《沛县志》记载，现存汉碑为东汉蔡邕或曹喜笔迹，是现存的书法珍品。目前的汉碑仅存原碑四分之三，文字仍清晰十分。 2.元碑系元代大德年间摹刻，字迹清晰，碑阴有详细的历史资料文字说明。 3.甲子碑是1984年（甲子年）由沛县人民政府请当地书法家孟昭俊按原碑摹刻的。 　